# Horst Gibtner
Horst Gibtner, né le 23 août 1940 à Hirschberg et mort le 2 avril 2006 à Berlin est un homme politique est-allemand. Il est brièvement ministre des Transports en 1990.

## Sources
- (de) Cet article est partiellement ou en totalité issu de l’article de Wikipédia en allemand intitulé « Horst Gibtner » (voir la liste des auteurs).